# Еукомис
Еукомисите (Eucomis) са род растения от семейство Зайчесянкови (Asparagaceae).
Таксонът е описан за пръв път от Шарл Луи Л'Еритие дьо Брютел през 1789 година. Таксономичният му тип е Eucomis regia.

## Видове
- Eucomis albomarginata
- Eucomis amaryllidifolia
- Eucomis autumnalis
- Eucomis bicolor
- Eucomis bifolia
- Eucomis clavata
- Eucomis comosa
- Eucomis grimshawii
- Eucomis humilis
- Eucomis jacquinii
- Eucomis macrophylla
- Eucomis montana
- Eucomis nana
- Eucomis pallidiflora
- Eucomis pole-evansii
- Eucomis punctata
- Eucomis regia
- Eucomis robusta
- Eucomis schijffii
- Eucomis sonnetteana
- Eucomis undulata
- Eucomis vandermerwei
- Eucomis zambesiaca